# М46 Патън
М46 Патън (на английски: M46 Patton) е американски среден танк от края на 40-те години на 20 век. Наречен е в чест на генерал генерал Патън, командващ 7-а американска армия в Сицилия и 3-та американска армия при десанта в Нормандия по времето на Втората световна война, М46 е първият танк произвеждан в САЩ след Втората световна война. Разработен е на основата на танка М26 Пършинг – с нов, по-мощен, двигател и трансмисия. Произвеждан е от „Крайслер“ – чрез Detroit Tank Arsenal – общо над 1100 машини. Бил е на въоръжение е само в САЩ. Малко количество танкове са изпратени в Белгия, Италия и Франция като учебно-тренировъчни машини с оглед усвояването на новия танк М47 Патън.

## История
В началото на 1945 г. на въоръжение в армията на САЩ постъпва танкът М26 Пършинг. Още при изпитанията и първите му участия в бойни действия проличава основната му слабост – 8-цилиндровият двигател на „Форд“, който се монтира и на М4 Шърман с неговите 450 к.с. е твърде слаб за тежкия над 40 t М26. Краят на бойните действия обаче орязва значително военния бюджет. Програмите по създаване на нови по-добре бронирани и с по-мощно въоръжение танкове – като опитните Т29, Т30, Т32 и Т34, са прекратени. Затова от Артилерийския департамент предлагат да се модифицира М26, като се проведат изпитания с новия 12-цилиндров двигател „Континентъл“ AV-1790-1 на „Континентъл Мотърс Корпорейшън“ (Continental Motors Corporation), с мощност от 748 к.с. при 2600 оборота. Опитната модификация М26Е2 освен с нов двигател е оборудвана и с нова хидромеханична трансмисия – CD-850-1 на General Motors. Опитната машина започва изпитания на полигона Абърдийн в Мериленд през май 1948 г.
Първоначално е предвидено въоръжението му да бъде по-мощното 90-mm оръдие Т54 от М26Е1. Вместо него обаче се предпочита модифицираното оръдие М3А1 – на щатното за танка М26 оръдие М3 е променена формата на дулния спирач и е добавен ежектор за изсмукване на газовете от бойното отделение след изстрел.
На опитния модел е присвоено името Т40. Общо за изпитанията са произведени 10 машини. Задната част на танка е удължена, което налага и добавянето на допълнителна малка поддържаща ролка между последната голяма опорна ролка и водещото колело. Преработени са решетките над моторното отделение и двете тръби на ауспуха са преместени над бордовете на корпуса. На 30 юли 1949 г. опитният модел с протокол № 32312 на Артилерийския департамент е приет за производство като среден танк М46 Генерал Патън (Medium Tank M46 General Patton). Detroit Tank Arsenal получава поръчка за производството на 800 танка. Предвиждало се е 1200 танка М26 постепенно да бъдат модернизирани до М46, но започналата война в Корея и спешната нужда от танкове осуетила плановете. М46 има само една модификация – М46А1. Тя е с модернизиран двигател AV-1790-5B, подобрена система за охлаждане на маслото, по-ефективни спирачки и противопожарни уреди, ново арматурно табло за механик водача, оптимизирани електропроводи за корпуса и куполата. Външно отлики между М46 и М46А1 няма – могат да бъдат отличени по заводските номера, които при започват от М46А1№ 30163849

## Устройство

### Конструкция
Компоновката на танка следва традиционната схема – отделение за управление в предната част, бойно отделение в средата, моторно и трансмисионно отделение в задната част на корпуса. В отделението за управление се намират механик-водач и помощник, който е стрелец с курсовата картечница, но при нужда може да поеме управлението на танка с дублирания лост за управление. Механик-водачът седи вляво по надлъжната ос на корпуса, а помощникът – вдясно. В бойното отделение отдясно на оръдието са разположени командирът на танка и мерачът, а отляво – пълначът. В бойното отделение се намира и целият боекомплект. Между бойното и моторното отделение има бронирана преграда.

### Двигател и трансмисия
Двигателят е 12-цилиндров V-образен бензинов двигател „Континентъл“ AV-1790-5 с въздушно охлаждане. Има максимална мощност 810 к.с. при 2800 оборота. На М46 се монтира версията AV-1790-5А, а на М46А1 –  AV-1790-5B. Разликата между двата двигателя е в усъвършенстването на спомагателните системи. Обемът на резервоара е 878 l, гарантиращ 130 km пробег по шосе. За гориво се използва бензин с октаново число не по-ниско от 80. Охлаждането се извършва посредством два вентилатора, монтирани над двигателя, а по бордовете му са разположени и два маслени радиатора с отделни вентилатори. Двигателят е разположен надлъжно в моторното отделение и е обединен конструктивно в едно цяло с трансмисията.
Трансмисията е хидромеханична, тип крос-драйв (cross-drive), модел CD-850-3 за ранните серии и CD-850-4 за късните серии и модификацията М46А1. Състои се от първичен планетарен редуктор, тристепенен хидротрансформатор, трискоростна (2+1) планетарна предавателна кутия, троен диференциал, бордови предавки и многодискови бордови спирачки. Управлението на танка се осъществява от механик-водача посредством един лост (Wobble stick), които е дублиран и при помощника му, като арматурното табло и за двамата е общо и е разположено пред тях.

### Ходова част
Верижният задвижващ механизъм се състои от металически вериги, като отделните ѝ звена (траковете) са модели Т80Е1 и Т80Е4, лети, по 86 за верига, с ширина 584 mm и гумено-металически шарнири, както и Т84Е1 с гумени възглавнички за движение по асфалт. Веригата се движи по 6 двойни 26-инчови (669 mm) щамповани опорни ролки с гумени бандажи и 5 двойни поддържащи ролки, малка поддържаща ролка между последната опорна и водещото колело, задно водещо и предно направляващо колело с механизъм за опъване на веригата. Окачването е торсионно с хидравлични амортизатори на 1, 2, 5 и 6 опорни ролки, като заради торсионите осите на ролките от втора до шеста от едната страна са изместени спрямо тези от другата.

### Въоръжение
Основното въоръжение е 90-mm нарезно оръдие M3А1 с еднокамерен дулен спирач и ежектор за изсмукване на барутните газове от бойното отделение след изстрел. Скорострелност – 8 изстрела в минута. Зареждането е ръчно. Ъгълът на възвишение/снижение на оръдието е от +20 до –10°.  Боекомплектът на оръдието е 70 унитарни снаряда: бронебойно-трасиращи снаряди AP-T M77, бронебойни с балистичен наконечник APC-T M82, бронебойни подкалибрени HVAP-T M304, бронебойни подкалибрени с обтекаема форма HVAP-T M332, кумулативни HEAT-T T108E46, и осколочно-фугасни HE M71, димни WP M313. 
Допълнителното въоръжение на М46 включва две 7,62-mm картечници M1919A4 Browning. Едната е сдвоена с оръдието, а втората е курсова, монтирана в челния брониран лист на корпуса. На купола е монтирана 12,7-mm зенитна картечница M2НВ Browning. Боекомплекът за двете 7,62-mm картечници е 5500 – на ленти по 250 патрона в 22 кутии, а за 12,7-mm зенитна картечница – 550 патрона по 110 на лента в 5 кутии. Екипажът разполага с един 11,43-mm картечен пистолет M3A1 със 180 патрона в 6 пълнителя, една 7,62-mm автоматична карабина М2 с 90 патрона в три пълнителя, както и с 12 ръчни гранати.

### Защита и оборудване
Корпусът е изграден от заварени лети и валцувани стоманени елементи. Бронята е противоснарядна, диференцирана. Челната броня е с дебелина 102 mm на горния лист (140 mm в зоната при вентилатора) и е под ъгъл 46 градуса. Долният челен лист е с дебелина 76 mm и е под ъгъл 53 градуса. Бордовете на корпуса са с дебелина 76 mm при отделението за управление и бойното отделение и 51 mm при моторно-трансмисионното отделение. Дъното на корпуса е от валцувани бронирани листове с дебелина 25,4 mm под отделението за управление и 13 mm под моторно-трансмисионното отделение. Горната част на корпуса е с дебелина 22 mm. Куполата е стоманена, лята, с удължена задна част. Челната броня на куполата е 101,2 mm, страничната и задната – 76 mm, а горната – 25 mm. Маската на оръдието е с дебелина 114 mm. Отгоре в задната част е монтирана стойка за зенитна картечница. Куполата може да се завърта ръчно или с хидравличен мотор.
Механик-водачът и помощникът му имат индивидуални люкове за влизане и излизане в предната част на корпуса. Командирът и мерачът влизат и излизат през командирския люк, намиращ се отдясно върху куполата, а пълначът – през люк отляво върху куполата. На левия борд на куполата има и допълнителен люк, даващ възможност за стрелба с личното оръжие или за изхвърляне на изстреляните гилзи. На пода на бойното отделение има и люк за аварийно напускане на танка.
Връзката между членовете на екипажа се осъществява от танко-разговорни устройства RC-99, интегрирани с танковата радиостанция. За външна връзка се използва радиостанция AN/GRC-3 – AN/GRC-8, работеща в диапазона на ултракъсите вълни. Радиостанцията работи в два обхвата – обхват „А“ – за връзка между танковете и обхват „В“ – за връзка с пехотата, като на танковете са монтирани по две антени – по една за всеки обхват.  Радиостанцията се монтира в задната част на куполата. На командирските танкове се монтира радиостанция SCR-506. За връзка с пехотата на задния борд на корпуса се монтира телефон, към който може да се включва и полева линия, когато танкът не е в движение.
Към танка може да се монтира булдозерно устройство M3. Специално оборудване за преодоляване на водно препятствие не е разработвано. Танкът има възможност да преодолява само брод, като корпусът се херметизира допълнително и се поставят върху моторно-трансмисионното отделение три въздухозаборника.

### Бойно използване
- Корейска война (1950 – 1953) – Първите американски части, въоръжени с М46 в Корея са 6-и среден танков батальон, който на 7 август 1950 г. пристига в град Пусан и е придаден към 8-а армия. Първоначално е използван основно за поддръжка на пехотата. През есента същата година участва в съвместните настъпателни действия на американските и южнокорейските войски. На 22 октомври в битка танковете на батальона унищожават 8 противникови танка Т-34-85 и една СУ-76.[7] На първи ноември заедно с батальон от 24-та пехотна дивизия отразяват настъпление на севернокорейски батальон, подкрепен от танкове Т-34-85.

При отстъплението в края на 1950 г. батальонът изоставя почти всичките си танкове край Пхенян. Въпреки че американската авиация унищожава повечето от тях, част са взети като трофеи от настъпващата китайска армия и по-късно предадени за изучаване в СССР.
64-ти танков батальон в същото време като поддръжка на 3-та пехотна дивизия взема участие при отбиване на китайското настъпление и в началото на 1951 г. Помага при превземането на Сеул.
Към юни 1951 г. фронтът е стабилизиран и следващите две години преминават в позиционни боеве. Танковете вече не се използват за настъпателни действия, а по-често за стрелба от закрити огневи позиции или като мобилна артилерия за разрушаване на противникови укрепления.
По-голямата част от танковете М46 постъпват в частите след началото на позиционните действия. 72-ри танков батальон от 2-ра пехотна дивизия, който е с танкове M26 и M4A3E8, е превъоръжен от януари 1952 г. 73-ти танков батальон заменя своите M26 и M4A3E8 още през февруари 1951 г. Превъоръжени са и три танкови роти от 40-а пехотна дивизия, 140-и танков батальон, както и 1-ви танков батальон на морската пехота.

## Варианти
- Т40 – опитен образец на основата М26Е2 с нов, по-мощен двигател и нова трансмисия.

- М46 – базова версия.

- М46А1 – версия с незначителни модификации по двигателя и оборудването .

## Машини на основата на М46
- Т39 – опитен образец на бронирана инженерна машинаТ39 – опитен образец на бронирана инженерна машина.

## Бивши оператори
- САЩ
- Белгия
- Италия
- Франция